# Maison dite du Pape Jules II
La maison du Pape Jules II est un édifice situé dans la ville de Verdun, dans la Meuse en région Grand Est.

## Situation
Le monument se trouve au centre-ville de Verdun, sur la place de la Libération, face au monument à la Victoire et aux Soldats de Verdun et à côté du musée de la Princerie.

## Histoire
Déjà existante au xve siècle, agrandie en 1533  et remaniée au XVIIIe siècle, la maison porte l'inscription « ANNO M-CCCCC-XXXIII » (année 1533) sur la tour de la cour intérieure ainsi que sur un pilier de la loggia. Le fronton du porche d'entrée où est gravé « IVL II PONT MAX » rappelle le séjour en ce lieu du pontife Jules II en 1479.
Le pontife était alors archevêque d'Avignon et son oncle le pape Sixte IV s'était opposé à l'arrestation et au jugement par le roi Louis XI de l'évêque de Verdun Guillaume de Haraucourt qu'il a gardé pendant 16 ans prisonnier à la Bastille. 
La partie la plus ancienne de la maison, celle où résida Giuliano della Rovere, archevêque d'Avignon et futur pape Jules II, est antérieure au xvie siècle comme en témoigne notamment sa façade sur la rue de la magdeleine avec ses fenêtres trilobées. 
Le pape Jules II a résidé en 1479 dans la maison. Le portail d'entrée porte son nom de pontife et a été  construit au début de son pontificat.

### Protection
La façade sur la cour intérieure est inscrite au titre des monuments historiques par arrêté du 2 décembre 1926. Elle comporte une tour et une loggia

## Galerie

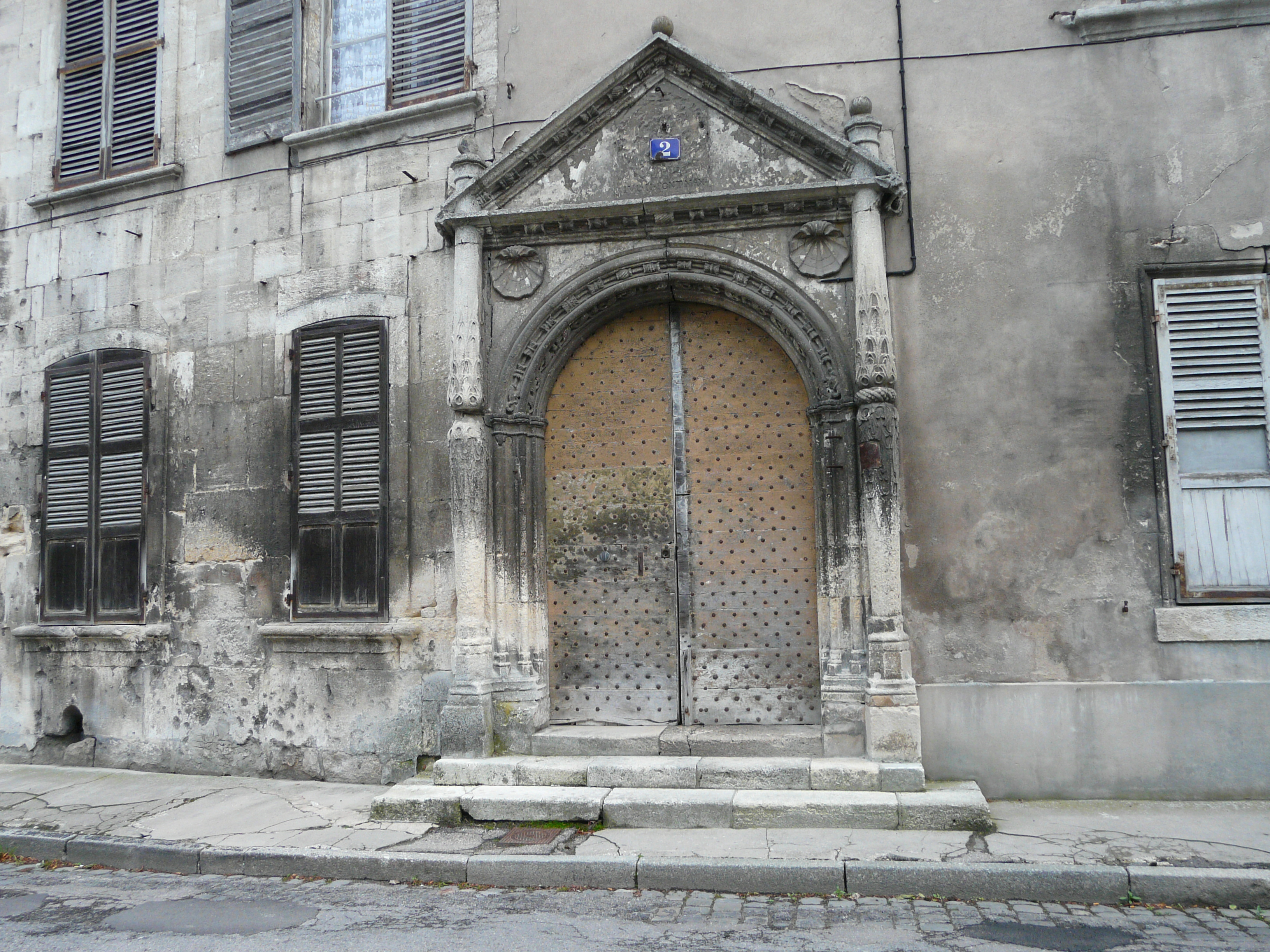
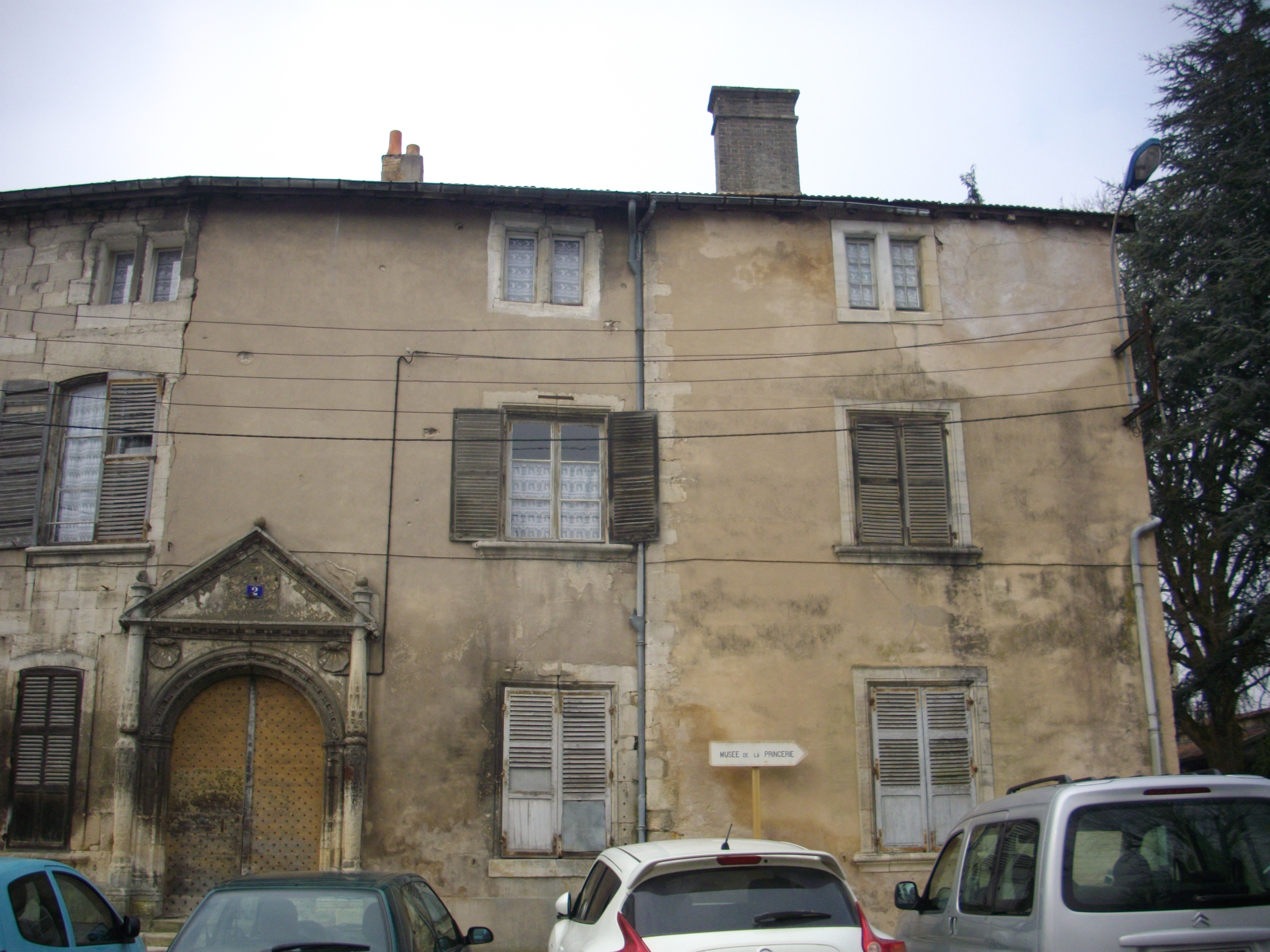
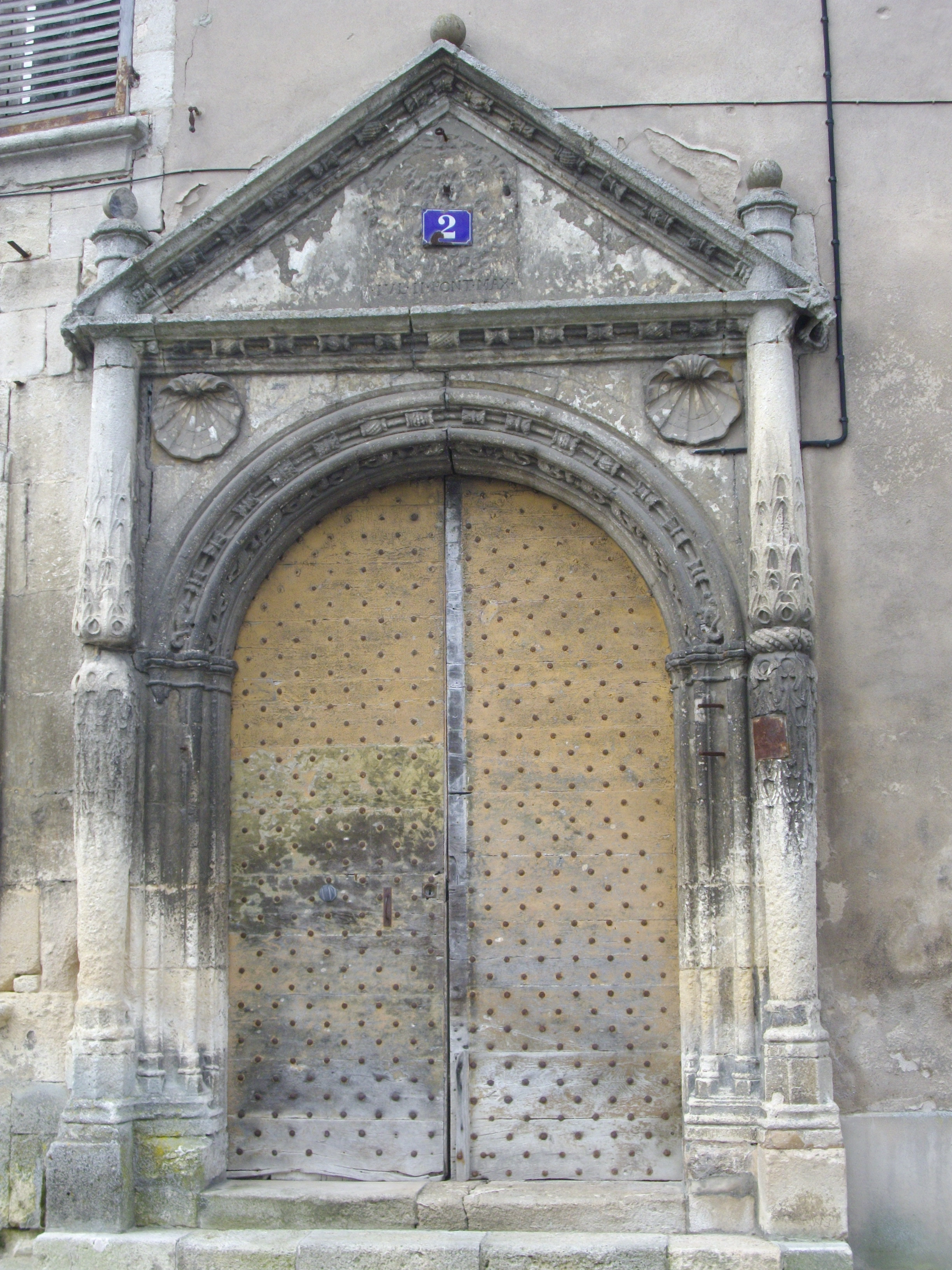